# Turó del Mig (Arenys de Munt)
El Turó del Mig és una muntanya de 551 metres que es troba al municipi d'Arenys de Munt, a la comarca del Maresme.